# Водяницкая, Галина Владимировна
Галина Владимировна Водяни́цкая (26 августа 1918, Харьков, Украина — 13 июля 2007, Москва, Россия) — советская актриса театра и кино, лауреат Сталинской премии I степени (1946).

## Биография
Родилась 26 августа 1918 года в Харькове. Дочь известных учёных-биологов Владимира Алексеевича Водяницкого и Нины Васильевны Морозовой-Водяницкой.
В 1936—1939 годах училась в МГУ.
В 1944 году окончила актёрский факультет ВГИКа.
После успеха фильма «Зоя», гдe Водяницкая, ещё будучи студенткой, сыграла роль комсомолки, Героя Советского Союза Зои Космодемьянской, oна была в сoставe первой советской делегации на Первом Каннском фестивалe. Михаил Калатозов, который был руководителем советской делегации в Каннах, в своём отчёте для Центрального комитета ВКП(б), посвящённом итогам международного кинофорума, писал в ноябре 1946 года про актрису: «В её лице иностранцы впервые увидели живую советскую „кинозвезду“, и это было предметом горячих обсуждений и подлинной сенсацией».
В 1946—1947 годах — актриса Театра имени Ленинского комсомола.
В 1950—1951 годах — актриса Ленинградского театра Комедии; затем — Театра-студии киноактёра.
С 1964 года — режиссёр дубляжа зарубежных лент на русский язык.
Умерла 13 июля 2007 года на 89-м году жизни. Похоронена в Москве на Новодевичьем кладбище (участок № 8).

## Семья
Первый муж (1943—1946) — кинорежиссёр Илья Абрамович Фрэз, второй муж — кинорежиссёр Сергей Дмитриевич Васильев, третий муж — кинорежиссёр Лео Оскарович Арнштам.

## Фильмография
- 1941 — Мы ждём вас с победой — девушка
- 1944 — Зоя — Зоя Космодемьянская
- 1956 — Крутые Горки — Анна
- 1957 — Его время придёт — Анна Павловна, хозяйка салона
- 1958 — В дни Октября — американская журналистка Луиза Брайант
- 1964 — Лёгкая жизнь — преподаватель
- 1971 — Лаутары — цыганка Лянка в старости

## Озвучание
- 1960 — «Белая пряжка» — Мария Гор, руководитель отдела в «Astra»

## Награды и премии
- Сталинская премия первой степени (1946) — за исполнение главной роли в фильме «Зоя» (1944)